# Gnimdi
Gnimdi est une localité située dans le département de Tanghin-Dassouri de la province du Kadiogo dans la région Centre au Burkina Faso.

## Santé et éducation
Le centre de soins le plus proche de Gnimdi est le centre médical (CM) de Tanghin-Dassouri tandis que les hôpitaux sont à Ouagadougou.
Le village possède deux écoles primaires publiques (au bourg et à Boedogo). Le projet d'un futur lycée du Village de l’espoir pour l’enfance en difficulté (VEEE) dont la première pierre avait pourtant été posée en 2008, n'a cependant jamais été mené à bien.